# توین انجین
توین انجین (انگلیسی: Twin Engine) شرکت رسانه‌ای ژاپنی است، که در سال ۲۰۱۴ تأسیس شد.